# Centro di informazione e consulenza
I centri di informazione e consulenza (CIC) sono un servizio complementare all'attività didattica, fornito agli studenti delle scuole secondarie superiori. Sono stati costituiti con DPR del 9/10/ 1990 n° 309, e regolamentati con successive circolari del Ministero della Pubblica Istruzione.
La loro funzione è di offrire agli studenti informazioni educative, sanitarie, giuridiche e di vario genere, riguardanti anche aspetti associativi e impiego del tempo libero, ed offrire consulenza nel caso di difficoltà o desiderio di orientamento su problemi psicologici e sociali.

## Leggi e circolari Ministeriali
Legge 26 giugno 1990 n° 162
Art. 87 (Centri di Informazione e Consulenza nelle scuole. Iniziative di studenti animatori).
1) I Provveditori agli studi, di intesa con i Consigli di Istituto e con i Servizi pubblici per l'assistenza socio-sanitaria ai tossicodipendenti, istituiscono Centri di Informazione e Consulenza rivolti agli studenti all'interno delle scuole secondarie superiori.
2) I Centri possono realizzare progetti di attività informativa e di consulenza concordati dagli organi collegiali della scuola con i servizi pubblici e con gli enti ausiliari presenti sul territorio: Le informazioni e le consulenze sono erogate nell'assoluto rispetto dell'anonimato di chi si rivolge al servizio.
Circolare Ministeriale 9 aprile 1994 n° 120
(Centri di Informazione e Consulenza) Dall'indagine (..) sono emersi modelli organizzativi e gestionali estremamente difformi, trattandosi di un'innovazione non semplice e non facile da gestire. 
Giova ribadire che le attività di educazione alla salute, come attività scolastiche, sono innanzitutto da riferire agli obiettivi primari della scuola, più che agli obiettivi sanitari e sociali, che riguardano solo indirettamente la scuola. (..) non è possibile prevenire il disagio, se si dimentica di promuovere il benessere scolastico. (..) Risulterà sempre più importante che il C.I.C. sia di fatto previsto e inserito in un progetto educativo d'istituto (..).

## Il dibattito sulle competenze
Il CIC è centro di informazione e programmazione di "attività aggregative, sportive e culturali", di informazione sulla "salute e su argomenti propri della età adolescenziale e giovanile"; di "ascolto e di relazione di aiuto" per i problemi relazionali e di crescita dello studente.
Mentre per i primi due settori (attività e informazione) non si verificano discussioni sulle competenze che possono essere reperite all'interno o all'esterno dell'Istituto scolastico, per il terzo (ascolto, relazione di aiuto, sostegno psicologico scolastico) si riscontrano due differenti posizioni.
C'è chi ritiene che questo sia un ambito di competenza di psicologi e psicoterapeuti, ed in cui i docenti referenti hanno un incarico organizzativo e di sponsor, e c'è chi, ritiene che l'operatore CIC debba provenire dal mondo della scuola, pur con l'obbligo di una preparazione ad hoc, capace tra l'altro di rinviare lo studente a interventi più specialistici quando se ne verifichi l'utilità.